# فرودگاه بین‌المللی بایون گوآنگ‌ژو
فرودگاه بین‌المللی بایون گوانگ‌ژو (به انگلیسی: Guangzhou Baiyun International Airport) یک فرودگاه همگانی مسافربری با کد یاتا CAN است که یک باند فرود بتن دارد و طول باند آن ۳۶۰۰ متر است. این فرودگاه در شهر گوانگ‌ژو کشور چین قرار دارد و در ارتفاع ۱۵ متری از سطح دریا واقع شده‌است.

## نگارخانه

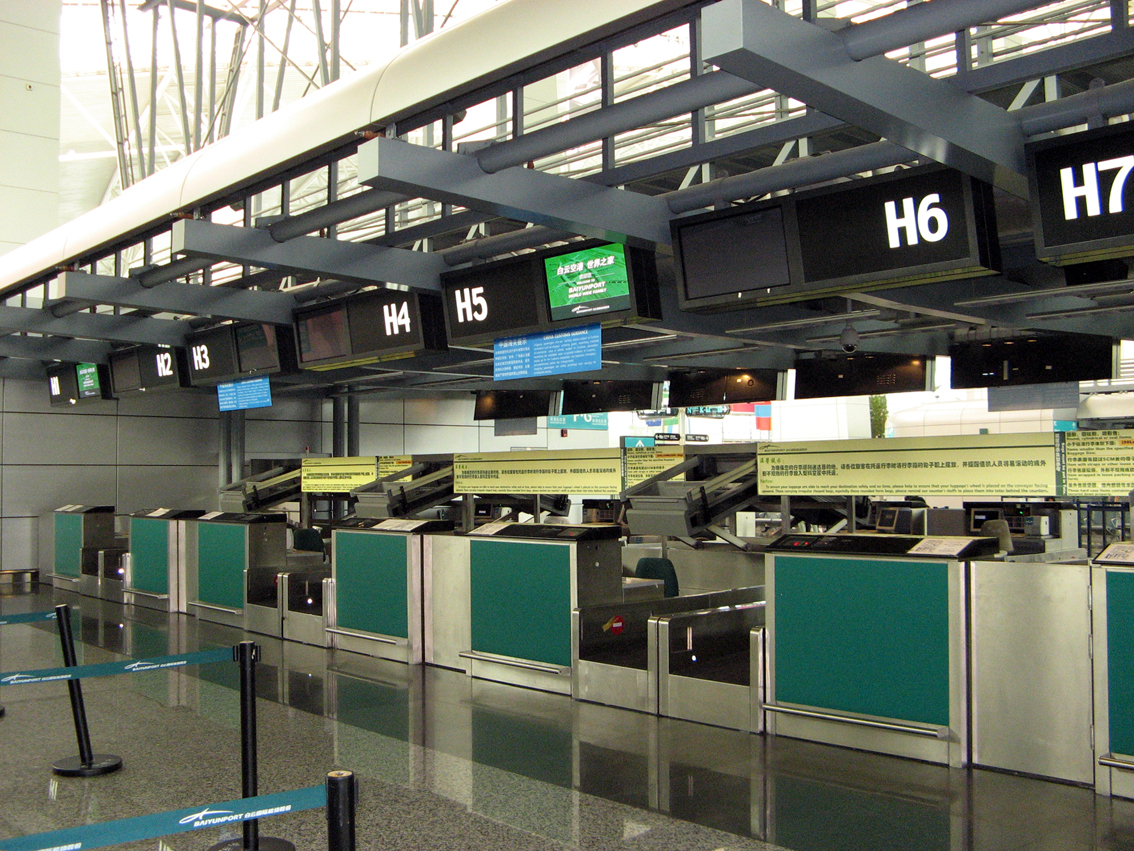

## شرکت‌های هواپیمایی و مقصدهای پروازی
| شرکت‌های هواپیمایی                               | مقصدهای پروازی | پایانه/ محل اجتماع |
| ----------------------------------------------- | --- | ------------------ |
| ۹ ایر                                           | فرودگاه بین‌المللی چانگچون لونگییا، فرودگاه بین‌المللی هاربین تایپینگ، فرودگاه هایلار دنگشان، فرودگاه مانژولی ضیاجیاو، فرودگاه بین‌المللی نانجینگ لوکو، فرودگاه بین‌المللی اورومچی دیووپو، فرودگاه بین‌المللی ونچو یونگچیانگ | A                  |
| آئروفلوت                                        | فرودگاه بین‌المللی شرمتیوو | بین‌المللی          |
| هواپیمایی الجزایر                               | فرودگاه هواری بومدین (آغاز از ۳۱ اکتبر ۲۰۱۶) | بین‌المللی          |
| ایر چاینا                                       | فرودگاه بین‌المللی پکن، فرودگاه بین‌المللی چنگدو شوانگلیو، فرودگاه بین‌المللی چنگچینگ ییانگبی، Dazhou, Guangyuan، فرودگاه بین‌المللی لانگ‌دونگ‌بائو گوئی‌یانگ، فرودگاه بین‌المللی هانگجو ژیاشان، فرودگاه بین‌المللی هوهوت بایتا، فرودگاه ییوژای هوانگلنگ، فرودگاه لوژو لانتیان، فرودگاه بین‌المللی شانگهای هونگچیائو، فرودگاه بین‌المللی شانگهای پودنگ، فرودگاه بین‌المللی تیانجین بینهای، فرودگاه تونگهوا سن‌یوانپو، فرودگاه وانچو ووچیاو، فرودگاه بین‌المللی ووهان تیانهه، Yuncheng | A                  |
| ایر چاینا اجرا توسط دالیان ایرلاینز             | فرودگاه بین‌المللی دالیان ژووشویزی | A                  |
| ایر فرانس                                       | فرودگاه شارل دوگل پاریس | بین‌المللی          |
| ایرآسیا                                         | فرودگاه بین‌المللی کوتا کینابالو، فرودگاه بین‌المللی کوالالامپور، فرودگاه بین‌المللی لانگکاوی | بین‌المللی          |
| آل نیپون ایرویز                                 | فرودگاه هانه‌دا، فرودگاه بین‌المللی ناریتا | بین‌المللی          |
| آسیانا ایرلاینز                                 | فرودگاه بین‌المللی گیمهی، فرودگاه بین‌المللی اینچئون | بین‌المللی          |
| بیجینگ کپیتال ایرلاینز                          | فرودگاه بین‌المللی چنگدو شوانگلیو، فرودگاه بین‌المللی چنگچینگ ییانگبی، فرودگاه بین‌المللی هایکو میلان، فرودگاه بین‌المللی هانگجو ژیاشان، فرودگاه لیجیانگ سانی، فرودگاه بین‌المللی سانیا فونیکس | B                  |
| کامبوج انگکور ایر                               | فرودگاه بین‌المللی پنوم‌پن، فرودگاه بین‌المللی سیم ریپ | بین‌المللی          |
| سبو پسیفیک                                      | فرودگاه بین‌المللی نینوی آکوئینو | بین‌المللی          |
| Chengdu Airlines                                | فرودگاه بین‌المللی چنگدو شوانگلیو | B                  |
| چاینا ایرلاینز                                  | فرودگاه بین‌المللی تائویوان تایوان | بین‌المللی          |
| هواپیمایی شرقی چین                              | فرودگاه باوشان، فرودگاه بین‌المللی پکن، فرودگاه بین‌المللی چنگدو شوانگلیو، فرودگاه دالی، فرودگاه دونهوانگ، فرودگاه بین‌المللی هانگجو ژیاشان، فرودگاه بین‌المللی هفئی ژینگیاو، فرودگاه هوای‌ان لیانشوی، فرودگاه جیایوگوان، فرودگاه بین‌المللی جینان یاکیانگ، فرودگاه بین‌المللی کونمینگ چانگشوی، فرودگاه لانجو ژنگچوان، فرودگاه لیجیانگ سانی، فرودگاه لینکانگ، فرودگاه لولیانگ، فرودگاه دیهونگ مانگشی، فرودگاه بین‌المللی نانچانگ چانگبی، فرودگاه بین‌المللی نانجینگ لوکو، فرودگاه بین‌المللی نینگبو لیشه، فرودگاه اوردوس ایجین هورو، فرودگاه بین‌المللی کینگدائو لیوتینگ، فرودگاه بین‌المللی شانگهای هونگچیائو، فرودگاه بین‌المللی شانگهای پودنگ، فرودگاه بین‌المللی ووسو تائی‌یوان، فرودگاه تایژو لوکیائو، فرودگاه تنگچونگ توفنگ، فرودگاه بین‌المللی تیانجین بینهای، فرودگاه ونشان پوژوهی، فرودگاه بین‌المللی ونچو یونگچیانگ، فرودگاه بین‌المللی ووهان تیانهه، فرودگاه بین‌المللی سانن شوفانگ، فرودگاه بین‌المللی شی‌آن شیان‌یانگ، فرودگاه شیچانگ قینگشان، فرودگاه شیشوانگبانا گاسا، فرودگاه ییچانگ سانگسیا، فرودگاه یینچوان هیدونگ | B                  |
| هواپیمایی شرقی چین                              | چارتر: فرودگاه بین‌المللی لاواگ | بین‌المللی          |
| هواپیمایی جنوبی چین                             | فرودگاه آنچینگ تیانژوشان، فرودگاه آنشان تنگاو، فرودگاه انشون وانگوشو، فرودگاه چانگ‌بایشان، فرودگاه بائوتو ارلیبان، فرودگاه بیهای فوچنگ، فرودگاه بین‌المللی پکن، فرودگاه بیجی، فرودگاه بین‌المللی چانگچون لونگییا، Changde، فرودگاه بین‌المللی چانگشا هوانگهوا، Changzhi، فرودگاه چانگجو بنیو، فرودگاه بین‌المللی چنگدو شوانگلیو، فرودگاه چیژوو ییوهواشان، فرودگاه بین‌المللی چنگچینگ ییانگبی، فرودگاه دالی، فرودگاه بین‌المللی دالیان ژووشویزی، فرودگاه داکینگ سارتیو، فرودگاه داتنگ بییازاو، فرودگاه انشی ژوجیپینگ، فرودگاه بین‌المللی فرانکفورت1, فرودگاه فویانگ ژیگان، فرودگاه بین‌المللی فوژو چنگل، فرودگاه گانژو هوانگژین، فرودگاه بین‌المللی گایلین لیانگ‌جیانگ، فرودگاه بین‌المللی لانگ‌دونگ‌بائو گوئی‌یانگ، فرودگاه بین‌المللی هایکو میلان، فرودگاه هاندان، فرودگاه بین‌المللی هانگجو ژیاشان، فرودگاه بین‌المللی هاربین تایپینگ، فرودگاه بین‌المللی هفئی ژینگیاو، فرودگاه بین‌المللی هوهوت بایتا، فرودگاه ژی‌جیانگ، فرودگاه بین‌المللی هونگشان تونکسی، فرودگاه جیاموسی دنگجیاو، فرودگاه جییانگوشان، فرودگاه بین‌المللی جینان یاکیانگ، فرودگاه جینگانگشان، فرودگاه جینینگ کوفو، فرودگاه جیشی شینکاهو، فرودگاه کایلی هوانگ‌پینگ، فرودگاه کاشغر، فرودگاه بین‌المللی کونمینگ چانگشوی، فرودگاه لانجو ژنگچوان، فرودگاه لاسا گونگار، فرودگاه لیانیونگانگ بایتابو، فرودگاه لیبو، فرودگاه لیجیانگ سانی، فرودگاه لیپینگ، فرودگاه لیوژو بایلیان، فرودگاه لویانگ بیجیائو، فرودگاه میکسیان، Mianyang، فرودگاه بین‌المللی شرمتیوو1, فرودگاه مودانجیانگ هایلانگ، فرودگاه بین‌المللی نانچانگ چانگبی، Nanchong، فرودگاه بین‌المللی نانجینگ لوکو، فرودگاه بین‌المللی نانینگ ووژو، فرودگاه نانتونگ زینگدونگ، فرودگاه نانیانگ جیانگ‌یینگ، فرودگاه بین‌المللی نینگبو لیشه، فرودگاه نیینگچی ماینلینگ، فرودگاه کیانجیانگ وولینشان، فرودگاه بین‌المللی کینگدائو لیوتینگ، فرودگاه کیکیهار سینجیازی، فرودگاه لئوناردو دا وینچی-فیومیچینو1, فرودگاه بین‌المللی سانیا فونیکس، فرودگاه بین‌المللی شانگهای هونگچیائو، فرودگاه بین‌المللی شانگهای پودنگ، فرودگاه بین‌المللی شنینگ تخین، فرودگاه بین‌المللی شیاژونگ ژنگدینگ، فرودگاه بین‌المللی ووسو تائی‌یوان، فرودگاه بین‌المللی تیانجین بینهای، فرودگاه تونگرن فنگ‌هوانگ، فرودگاه بین‌المللی اورومچی دیووپو، فرودگاه ویهای داشویبو، فرودگاه بین‌المللی ونچو یونگچیانگ، فرودگاه بین‌المللی ووهان تیانهه، فرودگاه بین‌المللی سانن شوفانگ، فرودگاه بین‌المللی زیامن گائوچی، فرودگاه بین‌المللی شی‌آن شیان‌یانگ، فرودگاه شیانگیانگ لیوجی، فرودگاه شینگیی، فرودگاه سینینگ کائوجیابو، فرودگاه سوژو گئوانئین، فرودگاه یانچنگ نانیانگ، فرودگاه یانگژو تایژو، فرودگاه بین‌المللی یانتای چائوشوی، فرودگاه یانجی چائویانگ‌چون، فرودگاه ییچانگ سانگسیا، فرودگاه یینچوان هیدونگ، فرودگاه ایوو، Yulin, Zhangjiajie، فرودگاه ژان‌جیانگ، فرودگاه بین‌المللی ژنگژو سین‌ژنگ، فرودگاه زونی زینزهو | B                  |
| هواپیمایی جنوبی چین                             | فرودگاه اسخیپول آمستردام، فرودگاه اوکلند، فرودگاه بین‌المللی سووارنابومی، فرودگاه بریزبن، فرودگاه بین‌المللی گیمهی، فرودگاه بین‌المللی چیانگ مای، فرودگاه بین‌المللی کرایست‌چرچ، فرودگاه بین‌المللی ایندیرا گاندی، فرودگاه بین‌المللی انگوراه رای، فرودگاه بین‌المللی شاه‌جلال، فرودگاه بین‌المللی دوبی، فرودگاه فوکوئوکا، فرودگاه بین‌المللی نوا به، فرودگاه سایگون، فرودگاه بین‌المللی سوئکارنو-هتا، فرودگاه بین‌المللی ججو، فرودگاه بین‌المللی تریبهوان (ازسرگیری از ۲۶ آوریل ۲۰۱۶)، فرودگاه بین‌المللی کوتا کینابالو، فرودگاه بین‌المللی کوالالامپور، فرودگاه هیترو لندن، فرودگاه بین‌المللی لس‌آنجلس، فرودگاه بین‌المللی ابراهیم نصیر، فرودگاه بین‌المللی نینوی آکوئینو، فرودگاه ملبورن، فرودگاه بین‌المللی شرمتیوو (آغاز از ۲۰ ژوئن ۲۰۱۶)، فرودگاه بین‌المللی چوبو سنترایر، فرودگاه بین‌المللی جومو کنیاتا، فرودگاه بین‌المللی جان اف کندی، فرودگاه بین‌المللی کام رانح، فرودگاه بین‌المللی کانزای، فرودگاه شارل دوگل پاریس، فرودگاه بین‌المللی پنانگ، فرودگاه پرث، فرودگاه بین‌المللی پنوم‌پن، فرودگاه بین‌المللی پوکت، فرودگاه بین‌المللی فو کوئوک فرودگاه بین‌المللی سانفرانسیسکو، فرودگاه بین‌المللی اینچئون، فرودگاه بین‌المللی سیم ریپ، فرودگاه چانگی سنگاپور، فرودگاه سیدنی، فرودگاه بین‌المللی تائویوان تایوان، فرودگاه هانه‌دا، فرودگاه بین‌المللی ونکوور، فرودگاه بین‌المللی یانگون فصلی: فرودگاه کنز، فرودگاه ساموی، فرودگاه نیو چیتوز، فرودگاه بین‌المللی فو کوئوک | بین‌المللی          |
| هواپیمایی جنوبی چین اجرا توسط چونگ‌کینگ ایرلاینز | فرودگاه بین‌المللی چنگچینگ ییانگبی | B                  |
| چاینا یونایتد ایرلاینز                          | فرودگاه پکن نانیوان، فرودگاه بین‌المللی شیاژونگ ژنگدینگ | B                  |
| دراگون‌ایر                                       | فرودگاه بین‌المللی هنگ کنگ | بین‌المللی          |
| اجیپت‌ایر                                        | فرودگاه بین‌المللی قاهره | بین‌المللی          |
| هواپیمایی امارات                                | فرودگاه بین‌المللی دوبی | بین‌المللی          |
| هواپیمایی اتیوپی                                | فرودگاه بین‌المللی بوول | بین‌المللی          |
| اوا ایر                                         | فرودگاه بین‌المللی گاوشیونگ، فرودگاه بین‌المللی تائویوان تایوان | بین‌المللی          |
| فن‌ایر                                           | فصلی: فرودگاه هلسینکی (ازسرگیری از ۶ مه ۲۰۱۶) | بین‌المللی          |
| گارودا ایندونزیا                                | فرودگاه بین‌المللی انگوراه رای، فرودگاه بین‌المللی سوئکارنو-هتا | بین‌المللی          |
| هاینان ایرلاینز                                 | فرودگاه بایس یووجیانگ، فرودگاه بین‌المللی پکن، فرودگاه بین‌المللی چنگدو شوانگلیو، فرودگاه بین‌المللی چنگچینگ ییانگبی، فرودگاه بین‌المللی دالیان ژووشویزی، فرودگاه بین‌المللی فوژو چنگل، فرودگاه بین‌المللی لانگ‌دونگ‌بائو گوئی‌یانگ، فرودگاه بین‌المللی هایکو میلان، فرودگاه بین‌المللی هانگجو ژیاشان، فرودگاه بین‌المللی هاربین تایپینگ، فرودگاه بین‌المللی هفئی ژینگیاو، فرودگاه جینجو کسیالینگزی، فرودگاه بین‌المللی نانجینگ لوکو، فرودگاه بین‌المللی نینگبو لیشه، فرودگاه بین‌المللی کینگدائو لیوتینگ، فرودگاه بین‌المللی سانیا فونیکس، فرودگاه بین‌المللی شانگهای هونگچیائو، فرودگاه بین‌المللی شنینگ تخین، فرودگاه بین‌المللی ووسو تائی‌یوان، فرودگاه سانوهه تانگشان، فرودگاه بین‌المللی تیانجین بینهای، فرودگاه بین‌المللی اورومچی دیووپو، Weifang، فرودگاه بین‌المللی ونچو یونگچیانگ، فرودگاه ووهای، فرودگاه بین‌المللی شی‌آن شیان‌یانگ، فرودگاه یانان شیلیپو، فرودگاه یینچوان هیدونگ، فرودگاه بین‌المللی ژنگژو سین‌ژنگ | B                  |
| هاینان ایرلاینز                                 | فرودگاه بین‌المللی تائویوان تایوان | بین‌المللی          |
| Hebei Airlines                                  | فرودگاه بین‌المللی شیاژونگ ژنگدینگ | B                  |
| هواپیمایی عراق                                  | فرودگاه بین‌المللی بغداد | بین‌المللی          |
| خطوط هوایی ژاپن                                 | فرودگاه هانه‌دا | بین‌المللی          |
| جونیائو ایرلاینز                                | فرودگاه لیجیانگ سانی، فرودگاه بین‌المللی شانگهای هونگچیائو | A                  |
| کنیا ایرویز2                                    | فرودگاه بین‌المللی سووارنابومی، فرودگاه بین‌المللی جومو کنیاتا | بین‌المللی          |
| هواپیمایی کره                                   | فرودگاه بین‌المللی اینچئون | بین‌المللی          |
| Kunming Airlines                                | فرودگاه بین‌المللی کونمینگ چانگشوی | A                  |
| Lao Airlines                                    | فرودگاه بین‌المللی واتایی | بین‌المللی          |
| Loong Air                                       | فرودگاه بین‌المللی هانگجو ژیاشان | A                  |
| هواپیمایی ماهان                                 | فرودگاه بین‌المللی امام خمینی | بین‌المللی          |
| هواپیمایی مالزی                                 | فرودگاه بین‌المللی کوالالامپور | بین‌المللی          |
| میانمار ایرویز اینترنشنال                       | فرودگاه بین‌المللی یانگون | بین‌المللی          |
| اوکی ایرویز                                     | فرودگاه بین‌المللی تیانجین بینهای | A                  |
| هواپیمایی فیلیپین                               | فرودگاه بین‌المللی نینوی آکوئینو | بین‌المللی          |
| قطر ایرویز                                      | فرودگاه بین‌المللی حمد | بین‌المللی          |
| الملکیه الاردنیه                                | فرودگاه بین‌المللی ملکه علیا، فرودگاه بین‌المللی سووارنابومی | بین‌المللی          |
| هواپیمایی سعودی                                 | فرودگاه بین‌المللی ملک عبدالعزیز، فرودگاه بین‌المللی ملک خالد | بین‌المللی          |
| Scoot                                           | فرودگاه چانگی سنگاپور | بین‌المللی          |
| شاهین ایر                                       | فرودگاه بین‌المللی اقبال لاهوری | بین‌المللی          |
| شاندونگ ایرلاینز                                | فرودگاه بین‌المللی جینان یاکیانگ، فرودگاه بین‌المللی کینگدائو لیوتینگ، فرودگاه وویی‌شان، فرودگاه بین‌المللی یانتای چائوشوی، فرودگاه بین‌المللی زیامن گائوچی | A                  |
| شانگهای ایرلاینز                                | فرودگاه بین‌المللی هانگجو ژیاشان، فرودگاه بین‌المللی نانجینگ لوکو، فرودگاه بین‌المللی شانگهای هونگچیائو، فرودگاه بین‌المللی شانگهای پودنگ، فرودگاه بین‌المللی ونچو یونگچیانگ، فرودگاه بین‌المللی زیامن گائوچی | B                  |
| شنژن ایرلاینز                                   | فرودگاه بائوتو ارلیبان، فرودگاه بین‌المللی چانگچون لونگییا، فرودگاه چانگجو بنیو، فرودگاه بین‌المللی چنگدو شوانگلیو، فرودگاه بین‌المللی دالیان ژووشویزی، فرودگاه بین‌المللی هایکو میلان، فرودگاه بین‌المللی هاربین تایپینگ، فرودگاه بین‌المللی هفئی ژینگیاو، فرودگاه بین‌المللی هوهوت بایتا، فرودگاه بین‌المللی جینان یاکیانگ، فرودگاه جینگدژن لوییا، فرودگاه بین‌المللی کونمینگ چانگشوی، فرودگاه لانجو ژنگچوان، فرودگاه لینی شابولینگ، فرودگاه بین‌المللی نانچانگ چانگبی، فرودگاه بین‌المللی نانجینگ لوکو، فرودگاه نانتونگ زینگدونگ، فرودگاه بین‌المللی نینگبو لیشه، فرودگاه بین‌المللی کینگدائو لیوتینگ، فرودگاه کوانژو جینجیانگ، فرودگاه بین‌المللی شنینگ تخین، فرودگاه تایژو لوکیائو، فرودگاه بین‌المللی تیانجین بینهای، فرودگاه بین‌المللی ونچو یونگچیانگ، فرودگاه بین‌المللی ووهان تیانهه، فرودگاه بین‌المللی سانن شوفانگ، فرودگاه بین‌المللی شی‌آن شیان‌یانگ، فرودگاه بین‌المللی زیامن گائوچی، فرودگاه سینینگ کائوجیابو، فرودگاه ییبین سایبا، فرودگاه ییچون مینگویشان، فرودگاه یینچوان هیدونگ، فرودگاه زوشن پوتوشن | A                  |
| شنژن ایرلاینز                                   | فرودگاه بین‌المللی سووارنابومی | بین‌المللی          |
| Siam Air                                        | فرودگاه بین‌المللی دن موئنگ | بین‌المللی          |
| سیچوان ایرلاینز                                 | فرودگاه بین‌المللی چنگدو شوانگلیو، فرودگاه بین‌المللی چنگچینگ ییانگبی، فرودگاه بین‌المللی هانگجو ژیاشان، فرودگاه یینچوان هیدونگ | B                  |
| سیچوان ایرلاینز                                 | فرودگاه بین‌المللی سایپن | بین‌المللی          |
| سنگاپور ایرلاینز                                | فرودگاه چانگی سنگاپور | بین‌المللی          |
| اسپرینگ ایرلاینز                                | فرودگاه بین‌المللی شانگهای هونگچیائو، فرودگاه بین‌المللی شیاژونگ ژنگدینگ | A                  |
| اسپرینگ ایرلاینز                                | فرودگاه بین‌المللی سووارنابومی | بین‌المللی          |
| سریلانکان ایرلاینز                              | فرودگاه بین‌المللی سووارنابومی، فرودگاه بین‌المللی باندرانیکی | بین‌المللی          |
| تی وی ایرلاینز                                  | چارتر: فرودگاه بین‌المللی ججو | بین‌المللی          |
| تای ایراسیا                                     | فرودگاه بین‌المللی دن موئنگ، فرودگاه کرابی | بین‌المللی          |
| تای ایرویز اینترنشنال                           | فرودگاه بین‌المللی سووارنابومی | بین‌المللی          |
| تایگرایر                                        | فرودگاه چانگی سنگاپور | بین‌المللی          |
| ترکیش ایرلاینز                                  | فرودگاه بین‌المللی آتاترک | بین‌المللی          |
| Uni Air                                         | فرودگاه تیچون | بین‌المللی          |
| ویتنام ایرلاینز                                 | فرودگاه بین‌المللی نوا به، فرودگاه سایگون، فرودگاه بین‌المللی دا نانگ | بین‌المللی          |
| West Air                                        | فرودگاه بین‌المللی چنگچینگ ییانگبی | A                  |
| ژیامن ایرلاینز                                  | فرودگاه بین‌المللی فوژو چنگل، فرودگاه بین‌المللی هانگجو ژیاشان، فرودگاه کوانژو جینجیانگ، فرودگاه بین‌المللی زیامن گائوچی | B                  |

### مسافری

Countries served by flights from Baiyun International Airport (includes seasonal, charter and future destinations). Finland not included.

| شرکت‌های هواپیمایی                               | مقصدهای پروازی | Refs.         |
| ----------------------------------------------- | --- | ------------- |
| ۹ ایر                                           | چانگچون لونگییا، هایلار دنگشان، هاربین تایپینگ، مانژولی ضیاجیاو، نانجینگ لوکو، اورومچی دیووپو، ونچو یونگچیانگ |               |
| آئروفلوت                                        | شرمتیوو |               |
| ایرآسیا                                         | ثنای، کوتا کینابالو، کوالالامپور، لانگکاوی |               |
| ایر چاینا                                       | پکن، چنگدو شوانگلیو، چنگچینگ ییانگبی، Dazhou, Guangyuan، لانگ‌دونگ‌بائو گوئی‌یانگ، هانگجو ژیاشان، هوهوت بایتا، ییوژای هوانگلنگ، لوژو لانتیان، شانگهای هونگچیائو، شانگهای پودنگ، تیانجین بینهای، تونگهوا سن‌یوانپو، وانچو ووچیاو، ووهان تیانهه، Yuncheng |               |
| ایر چاینا اجرا توسط دالیان ایرلاینز             | دالیان ژووشویزی |               |
| ایر فرانس                                       | شارل دوگل پاریس |               |
| ایر ماداگاسکار                                  | ایواتو، رولاند گرو |               |
| ایر موریشوس                                     | سر سیوساگور رامگولام |               |
| آل نیپون ایرویز                                 | هانه‌دا، ناریتا |               |
| آسیانا ایرلاینز                                 | گیمهی، اینچئون |               |
| بانکوک ایرویز                                   | ساموی |               |
| بیجینگ کپیتال ایرلاینز                          | چنگدو شوانگلیو، چنگچینگ ییانگبی، هایکو میلان، هانگجو ژیاشان، لیجیانگ سانی، سانیا فونیکس |               |
| کامبوج انگکور ایر                               | پنوم‌پن، سیم ریپ |               |
| دراگون‌ایر                                       | هنگ کنگ |               |
| سبو پسیفیک                                      | نینوی آکوئینو |               |
| Chengdu Airlines                                | چنگدو شوانگلیو |               |
| چاینا ایرلاینز                                  | تائویوان تایوان |               |
| هواپیمایی شرقی چین                              | باوشان، پکن، چنگدو شوانگلیو، دالی، داتنگ بییازاو، دون‌هوانگ، هانگجو ژیاشان، هفئی ژینگیاو، هوای‌ان لیانشوی، جیایوگوان، جینان یاکیانگ، کونمینگ چانگشوی، لانجو ژنگچوان، لیجیانگ سانی، لینکانگ، لولیانگ، دیهونگ مانگشی، نانچانگ چانگبی، نانجینگ لوکو، نینگبو لیشه، اوردوس ایجین هورو، کینگدائو لیوتینگ، شانگهای هونگچیائو، شانگهای پودنگ، ووسو تائی‌یوان، تایژو لوکیائو، تنگچونگ توفنگ، تیانجین بینهای، اورومچی دیووپو، ونشان پوژوهی، ونچو یونگچیانگ، ووهان تیانهه، سانن شوفانگ، شی‌آن شیان‌یانگ، شیچانگ قینگشان، شیشوانگبانا گاسا، ییچانگ سانگسیا، یینچوان هیدونگ |               |
| هواپیمایی شرقی چین                              | مکتان-کبو، کرابی، لاواگ، ماندالای | [ ۱۳ ] [ ۱۴ ] |
| هواپیمایی شرقی چین اجرا توسط شانگهای ایرلاینز   | هانگجو ژیاشان، نانجینگ لوکو، شانگهای هونگچیائو، شانگهای پودنگ، ونچو یونگچیانگ، زیامن گائوچی |               |
| هواپیمایی جنوبی چین                             | آنچینگ تیانژوشان، آنشان تنگاو، انشون وانگوشو، چانگ‌بایشان، بائوتو ارلیبان، بیهای فوچنگ، پکن، بیجی، چانگچون لونگییا، Changde، چانگشا هوانگهوا، Changzhi، چانگجو بنیو، چنگدو شوانگلیو، چیژوو ییوهواشان، چنگچینگ ییانگبی، دالی، دالیان ژووشویزی، داکینگ سارتیو، داتنگ بییازاو، انشی ژوجیپینگ، فویانگ ژیگان، فوژو چنگل، گانژو هوانگژین، گایلین لیانگ‌جیانگ، لانگ‌دونگ‌بائو گوئی‌یانگ، هایکو میلان، هاندان، هانگجو ژیاشان، هاربین تایپینگ، هفئی ژینگیاو، هوهوت بایتا، ژی‌جیانگ، هونگشان تونکسی، جیاموسی دنگجیاو، جییانگوشان، جینان یاکیانگ، جینگانگشان، جینینگ کوفو، جیشی شینکاهو، کایلی هوانگ‌پینگ، کاشغر، کونمینگ چانگشوی، لانجو ژنگچوان، لهاسا گونگار، لیانیونگانگ بایتابو، لیبو، لیجیانگ سانی، لیپینگ، لیوژو بایلیان، لویانگ بیجیائو، میکسیان، Mianyang، مودانجیانگ هایلانگ، نانچانگ چانگبی، Nanchong، نانجینگ لوکو، نانینگ ووژو، نانتونگ زینگدونگ، نانیانگ جیانگ‌یینگ، نینگبو لیشه، نیینگچی ماینلینگ، کیانجیانگ وولینشان، کینگدائو لیوتینگ، کیکیهار سینجیازی، Rizhao، سانیا فونیکس، شانگهای هونگچیائو، شانگهای پودنگ، شنینگ تخین، شیاژونگ ژنگدینگ، ووسو تائی‌یوان، تیانجین بینهای، تونگرن فنگ‌هوانگ، اورومچی دیووپو، ویهای داشویبو، ونچو یونگچیانگ، ووهان تیانهه، سانن شوفانگ، زیامن گائوچی، شی‌آن شیان‌یانگ، شیانگیانگ لیوجی، شینگیی، سینینگ کائوجیابو، سوژو گئوانئین، یانچنگ نانیانگ، یانگژو تایژو، یانتای چائوشوی، یانجی چائویانگ‌چون، ییچانگ سانگسیا، یینچوان هیدونگ، ایوو، Yulin, Zhangjiajie، ژان‌جیانگ، ژنگژو سین‌ژنگ، زونی زینزهو |               |
| هواپیمایی جنوبی چین International               | آدلاید، اسخیپول آمستردام، اوکلند، سووارنابومی، بریزبن، گیمهی، کنز (آغاز از ۱۳ دسامبر ۲۰۱۷)، چیانگ مای، کرایست‌چرچ، باندرانیکی (آغاز از ۲۶ سپتامبر ۲۰۱۷)، ایندیرا گاندی، انگوراه رای، شاه‌جلال، دوبی، فرانکفورت، نوا به، تان سون نهات، سوئکارنو-هتا، ججو، تریبهوان، کوتا کینابالو، کوالالامپور، لانگکاوی، هیترو لندن، لس‌آنجلس، ابراهیم نصیر، نینوی آکوئینو، ملبورن، مکزیکو سیتی، شرمتیوو، چوبو سنترایر، جومو کنیاتا، جان اف کندی، کام رانح، کانزای، شارل دوگل پاریس، پنانگ، پرث، پنوم‌پن، فو کوئوک، پوکت، لئوناردو دا وینچی-فیومیچینو، سانفرانسیسکو، اینچئون، سیم ریپ، چانگی سنگاپور، سیدنی، تائویوان تایوان، هانه‌دا، پیرسون تورنتو، ونکوور، واتایی (آغاز از ۲۷ سپتامبر ۲۰۱۷)، یانگون فصلی: فوکوئوکا |               |
| هواپیمایی جنوبی چین اجرا توسط چونگ‌کینگ ایرلاینز | چنگچینگ ییانگبی |               |
| چاینا یونایتد ایرلاینز                          | پکن نانیوان، شیاژونگ ژنگدینگ، شیان وودانگشان |               |
| هواپیمایی مصر                                   | قاهره |               |
| هواپیمایی امارات                                | دوبی |               |
| هواپیمایی اتیوپی                                | بوول |               |
| اوا ایر                                         | تائویوان تایوان |               |
| فن‌ایر                                           | فصلی: هلسینکی |               |
| گارودا ایندونزیا                                | انگوراه رای، سوئکارنو-هتا |               |
| هاینان ایرلاینز                                 | بایس یووجیانگ، پکن، چنگدو شوانگلیو، چنگچینگ ییانگبی، دالیان ژووشویزی، فوژو چنگل، لانگ‌دونگ‌بائو گوئی‌یانگ، هایکو میلان، هانگجو ژیاشان، هاربین تایپینگ، هفئی ژینگیاو، جینجو کسیالینگزی، نانجینگ لوکو، نینگبو لیشه، کینگدائو لیوتینگ، سانیا فونیکس، شانگهای هونگچیائو، شنینگ تخین، ووسو تائی‌یوان، سانوهه تانگشان، تیانجین بینهای، اورومچی دیووپو، Weifang، ونچو یونگچیانگ، ووهای، شی‌آن شیان‌یانگ، یانان شیلیپو، یینچوان هیدونگ، ژنگژو سین‌ژنگ |               |
| هاینان ایرلاینز                                 | دا نانگ، نوا به، کام رانح، پنوم‌پن، سیم ریپ، تائویوان تایوان |               |
| هبئی ایرلاینز                                   | شیاژونگ ژنگدینگ |               |
| خطوط هوایی ژاپن                                 | هانه‌دا |               |
| Jetstar Pacific Airlines                        | نوا به، تان سون نهات |               |
| جونیائو ایرلاینز                                | لیجیانگ سانی، شانگهای هونگچیائو |               |
| کنیا ایرویز                                     | سووارنابومی، جومو کنیاتا |               |
| کورین ایر                                       | اینچئون |               |
| Kunming Airlines                                | کونمینگ چانگشوی |               |
| Lao Airlines                                    | وینتیان |               |
| لاین ایر                                        | انگوراه رای چارتر فصلی: سام رتولنگی |               |
| Loong Air                                       | هانگجو ژیاشان |               |
| هواپیمایی ماهان                                 | امام خمینی |               |
| مالزی ایرلاینز                                  | کوالالامپور |               |
| مالیندو ایر                                     | کوالالامپور |               |
| میانمار ایرویز اینترنشنال                       | یانگون |               |
| اوکی ایرویز                                     | تیانجین بینهای |               |
| عمان ایر                                        | مسقط |               |
| فیلیپین ایرلاینز                                | نینوی آکوئینو چارتر: کالیبو | [ ۲۱ ]        |
| ایراژیا فیلیپینز                                | نینوی آکوئینو |               |
| هواپیمایی قطر                                   | حمد |               |
| هواپیمایی سعودی                                 | ملک عبدالعزیز، ملک خالد |               |
| Scoot                                           | چانگی سنگاپور |               |
| شاهین ایر                                       | اقبال لاهوری |               |
| شاندونگ ایرلاینز                                | جینان یاکیانگ، کینگدائو لیوتینگ، وویی‌شان، یانتای چائوشوی، زیامن گائوچی |               |
| شنژن ایرلاینز                                   | بائوتو ارلیبان، چانگچون لونگییا، چانگجو بنیو، چنگدو شوانگلیو، دالیان ژووشویزی، هایکو میلان، هاربین تایپینگ، هفئی ژینگیاو، هوهوت بایتا، جینان یاکیانگ، جینگدژن لوییا، کونمینگ چانگشوی، لانجو ژنگچوان، لینی شابولینگ، نانچانگ چانگبی، نانجینگ لوکو، نانتونگ زینگدونگ، نینگبو لیشه، کینگدائو لیوتینگ، کوانژو جینجیانگ، شنینگ تخین، تایژو لوکیائو، تیانجین بینهای، ونچو یونگچیانگ، ووهان تیانهه، سانن شوفانگ، شی‌آن شیان‌یانگ، زیامن گائوچی، سینینگ کائوجیابو، ییبین سایبا، ییچون مینگویشان، یینچوان هیدونگ، زوشن پوتوشن |               |
| شنژن ایرلاینز                                   | سووارنابومی، چانگی سنگاپور |               |
| سیچوان ایرلاینز                                 | چنگدو شوانگلیو، چنگچینگ ییانگبی، هانگجو ژیاشان، یینچوان هیدونگ |               |
| سیچوان ایرلاینز                                 | دا نانگ، کت بای، سایپن، سورات |               |
| سنگاپور ایرلاینز                                | چانگی سنگاپور |               |
| اسپرینگ ایرلاینز                                | شانگهای هونگچیائو، شیاژونگ ژنگدینگ |               |
| اسپرینگ ایرلاینز                                | سووارنابومی، پنوم‌پن، سیم ریپ | ،             |
| سریلانکان ایرلاینز                              | سووارنابومی، باندرانیکی |               |
| Sriwijaya Air                                   | انگوراه رای |               |
| تای ایرآسیا                                     | دن موئنگ |               |
| تای ایرویز اینترنشنال                           | سووارنابومی |               |
| Thai Lion Air                                   | دن موئنگ، چیانگ مای، مائه فه لوانگ-چینگ رایی (آغاز از ۳ سپتامبر ۲۰۱۷) |               |
| ترکیش ایرلاینز                                  | آتاترک |               |
| Uni Air                                         | گاوشیونگ، تیچون |               |
| ویتنام ایرلاینز                                 | دا نانگ، نوا به، تان سون نهات |               |
| وست ایر                                         | چنگچینگ ییانگبی |               |
| ژیامن ایرلاینز                                  | فوژو چنگل، هانگجو ژیاشان، کوانژو جینجیانگ، زیامن گائوچی |               |

### باری
| شرکت‌های هواپیمایی    | مقصدهای پروازی |
| -------------------- | --- |
| آل نیپون ایرویز      | ناها، ناریتا |
| آسیانا ایرلاینز      | اینچئون |
| چاینا ایرلاینز       | تائویوان تایوان |
| چاینا پستال ایرلاینز | نانجینگ لوکو، شانگهای هونگچیائو |
| هواپیمایی جنوبی چین  | اسخیپول آمستردام، اوهر شیکاگو، چنگچینگ ییانگبی، شاه‌جلال، فرانکفورت، نوا به، تان سون نهات، استانستد لندن، لس‌آنجلس، شارل دوگل پاریس، کینگدائو لیوتینگ، تائویوان تایوان، وین، ژنگژو سین‌ژنگ |
| امارات اسکای‌کارگو    | آل مکتوم |
| هواپیمایی اتحاد      | ابوظبی، شاه امانت |
| فدکس اکسپرس          | آلماتی، تد استیونز انکوریج، بنگالورو، سووارنابومی، مکتان-کبو، چنگدو شوانگلیو، کلارک، کلن بن، ایندیرا گاندی، دوبی، فرانکفورت، نوا به، تان سون نهات، سوئکارنو-هتا، کوالالامپور، نینوی آکوئینو، چاتراپاتی شیواجی، کانزای، شارل دوگل پاریس، پنانگ، ناحیه پایتختی سئول، شانگهای پودنگ، چانگی سنگاپور، سیدنی، ناریتا |
| کورین ایر            | ناحیه پایتختی سئول |
| لوفت‌هانزا کارگو      | چنگچینگ ییانگبی، ایندیرا گاندی، فرانکفورت، یملیانو |
| ام‌ای‌اس کارگو         | کوالالامپور |
| هواپیمایی قطر        | دوحه |
| هواپیمایی سعودی      | سووارنابومی، بروکسل، ملک خالد |
| SF Airlines          | پکن، ووهان تیانهه، ژنگژو سین‌ژنگ |
| ترکیش ایرلاینز       | آلماتی، مناس، آتاترک |
| یانگتزه ریور اکسپرس  | شاه‌جلال، هانگجو ژیاشان، نانینگ ووژو، تائویوان تایوان، زیامن گائوچی |